# ۱۰۰٪ عشق (فیلم ۲۰۱۱)
۱۰۰٪ عشق (انگلیسی: 100% Love) فیلمی در ژانر کمدی رمانتیک به کارگردانی سوکومار است که در سال ۲۰۱۱ منتشر شد.